# Alice Herz
Alice Herz (Hamburg, 25 de maig de 1882 - Detroit, Michigan, 26 de març de 1965) va ser una activista per la pau alemanya, la primera als Estats Units que es va immolar en protesta contra la guerra del Vietnam.
D'ascendència jueva, Alice Herz era ja vídua quan va abandonar la seva Alemanya natal amb la filla, Helga, el 1933. El seu marit i el seu fill havien mort el 1929. Anticipant els esdeveniments que tindrien lloc amb el nazisme, va marxar del país, viatjant primer a Suïssa i després a França. El 1940 els alemanys van envair França i les dues van passar tres setmanes al camp de Gurs, a prop de la frontera espanyola. Finalment, el 1942 van arribar als Estats Units i es van establir a Detroit. Helga es va convertir en bibliotecària a la biblioteca pública de la ciutat i Alice va treballar durant algun temps com a professora d'alemany a la Universitat Estatal Wayne. Les dues van sol·licitar la ciutadania nord-americana, però en un primer moment se'ls va negar, a causa de la seva participació en les activitats de la Lliga Internacional de Dones per la Pau i la Llibertat (WILPF, per les seves sigles en anglès). El 1954 Helga la va tornar a sol·licitar, aquest cop amb un resultat positiu. En aquella època Alice Herz es va unir als quàquers. Les seves activitats pacifistes se centraven llavors en la lluita contra les armes nuclears, la guerra de Corea i la cursa armamentística entre els dos blocs. Als anys 60 es va interessar per la guerra del Vietnam.
Alice Herz era també esperantista i això li permetia tenir informació de primera mà sobre el que estava passant al continent asiàtic. En aquest sentit, mantenia correspondència en la llengua auxiliar internacional esperanto amb activistes pacifistes japonesos.
Poc abans de la seva mort, va escriure un testament, que va distribuir a diversos amics i companys activistes. El text es refereix a la seva decisió de seguir els mètodes de protesta de desobediència civil dels vietnamites del Sud, destacant que els actes dels monjos havien rebut l'atenció de l'opinió pública a nivell mundial. Explicava Herz que, després d'haver utilitzat tots els mètodes disponibles, havia decidit fer de la lliure immolació el seu últim acte de protesta. Es va immolar el 16 de març de 1965, a l'edat de 82 anys. Seguia així l'exemple del monjo budista Thích Quảng Đức, que s'havia immolat per denunciar l'opressió dels budistes per part del govern de Vietnam del Sud. Alice Herz va morir a causa de les seves ferides deu dies després. Mentrestant, la guerra continuaria durant els deu anys següents.
La seva acció va ser imitada per altres activistes als Estats Units, però també a altres països. Així, l'11 de novembre de 1967 el també pacifista i esperantista Yui Chunoshin es va immolar davant la residència del primer ministre japonès Eisaku Sato, en protesta pel suport del govern japonès als Estats Units a la Guerra del Vietnam.
Pel que fa als seus reconeixements pòstums, el filòsof japonès Shingo Shibata va establir el Fons per a la Pau Alice Herz poc després de la seva mort. D'altra banda, a Berlin hi ha una plaça que porta el seu nom.